# Svay Chék (dystrykt)
Svay Chék (khm. ស្រុកស្វាយចេក) – dystrykt (srŏk) w północno-zachodniej Kambodży, w północnej części prowincji Bântéay Méanchey. Siedzibą administracyjną jest miasto Svay Chék. W 1998 roku zamieszkiwany przez 47 960 mieszkańców.

## Podział administracyjny
W skład dystryktu wchodzi 8 gmin (khum):
- Phkoam
- Rôluŏs
- Sarongk
- Sla Kram
- Svay Chék
- Ta Baen
- Ta Phou
- Tréas

Na terenie dystryktu położone są 63 miejscowości.

## Kody
- kod HASC[2] (Hierarchical administrative subdivision codes) – KH.OM.SC
- kod NIS[2] (National Institute of Statistics- district code) – 0108